# أولجي
أولجي (بالمنغوليّة: Өлгий تلفظ: أولگي) مدينة منغوليّة وعاصمة محافظة بايان-أولجي، تقع هذه المدينة في أقصى غرب منغوليا ترتفع 1710 متراً عن سطح الأرض ويبلغ تعداد سكانها 228,496 (وفق الإحصاء السنوي عام 2008).

## المناخ
يظهر الجدول التالي التغييرات المناخية على مدار السنة لأولجي:
| البيانات المناخية لـأولجي          | البيانات المناخية لـأولجي | البيانات المناخية لـأولجي | البيانات المناخية لـأولجي | البيانات المناخية لـأولجي | البيانات المناخية لـأولجي | البيانات المناخية لـأولجي | البيانات المناخية لـأولجي | البيانات المناخية لـأولجي | البيانات المناخية لـأولجي | البيانات المناخية لـأولجي | البيانات المناخية لـأولجي | البيانات المناخية لـأولجي | البيانات المناخية لـأولجي |
| الشهر                              | يناير                     | فبراير                    | مارس                      | أبريل                     | مايو                      | يونيو                     | يوليو                     | أغسطس                     | سبتمبر                    | أكتوبر                    | نوفمبر                    | ديسمبر                    | المعدل السنوي             |
| ---------------------------------- | ------------------------- | ------------------------- | ------------------------- | ------------------------- | ------------------------- | ------------------------- | ------------------------- | ------------------------- | ------------------------- | ------------------------- | ------------------------- | ------------------------- | ------------------------- |
| الدرجة القصوى °م (°ف)              | 4.2 (39.6)                | −0.2 (31.6)               | 16.8 (62.2)               | 23.2 (73.8)               | 29.3 (84.7)               | 31.6 (88.9)               | 32.0 (89.6)               | 32.3 (90.1)               | 26.5 (79.7)               | 20.9 (69.6)               | 12.8 (55.0)               | 8.5 (47.3)                | 32.3 (90.1)               |
| متوسط درجة الحرارة الكبرى °م (°ف)  | −10.7 (12.7)              | −6.9 (19.6)               | 1.2 (34.2)                | 9.0 (48.2)                | 16.1 (61.0)               | 21.2 (70.2)               | 22.6 (72.7)               | 21.2 (70.2)               | 15.5 (59.9)               | 6.9 (44.4)                | −2.4 (27.7)               | −9.2 (15.4)               | 7.0 (44.7)                |
| المتوسط اليومي °م (°ف)             | −17.1 (1.2)               | −14.7 (5.5)               | −6.7 (19.9)               | 1.7 (35.1)                | 9.3 (48.7)                | 14.6 (58.3)               | 16.3 (61.3)               | 14.5 (58.1)               | 8.6 (47.5)                | 0.1 (32.2)                | −8.5 (16.7)               | −15.0 (5.0)               | 0.3 (32.5)                |
| متوسط درجة الحرارة الصغرى °م (°ف)  | −22.6 (−8.7)              | −21.1 (−6.0)              | −13.6 (7.5)               | −5.1 (22.8)               | 3.0 (37.4)                | 8.3 (46.9)                | 10.4 (50.7)               | 8.6 (47.5)                | 2.7 (36.9)                | −4.9 (23.2)               | −13.7 (7.3)               | −20.2 (−4.4)              | −5.7 (21.8)               |
| أدنى درجة حرارة °م (°ف)            | −37.9 (−36.2)             | −40.2 (−40.4)             | −34 (−29)                 | −20.8 (−5.4)              | −10.0 (14.0)              | −2.3 (27.9)               | 0.6 (33.1)                | −3.0 (26.6)               | −16.5 (2.3)               | −23.5 (−10.3)             | −32.9 (−27.2)             | −36 (−33)                 | −40.2 (−40.4)             |
| الهطول مم (إنش)                    | 0.6 (0.02)                | 0.5 (0.02)                | 1.3 (0.05)                | 4.5 (0.18)                | 10.6 (0.42)               | 25.0 (0.98)               | 34.0 (1.34)               | 20.0 (0.79)               | 12.5 (0.49)               | 3.0 (0.12)                | 0.7 (0.03)                | 1.0 (0.04)                | 113.7 (4.48)              |
| متوسط أيام هطول الأمطار (≥ 1.0 mm) | 0.2                       | 0.2                       | 0.5                       | 1.0                       | 2.3                       | 5.1                       | 7.1                       | 4.3                       | 2.8                       | 0.7                       | 0.2                       | 0.2                       | 24.6                      |
| المصدر: NOAA (1961-1990)           |                           |                           |                           |                           |                           |                           |                           |                           |                           |                           |                           |                           |                           |

## النقل
يوجد في مدينة أولجي مطار وحيد مطار أولجي (ULG/ZMUL) بمدرج واحد غير معبّد، يسيّر
رحلات منتظمة إلى العاصمة المنغولية أولان باتور، ورحلات منتظمة غير مباشرة إلى العاصمة الكازاخيّة السابقة ألماطي عن طريق مطار أوسكيمين.

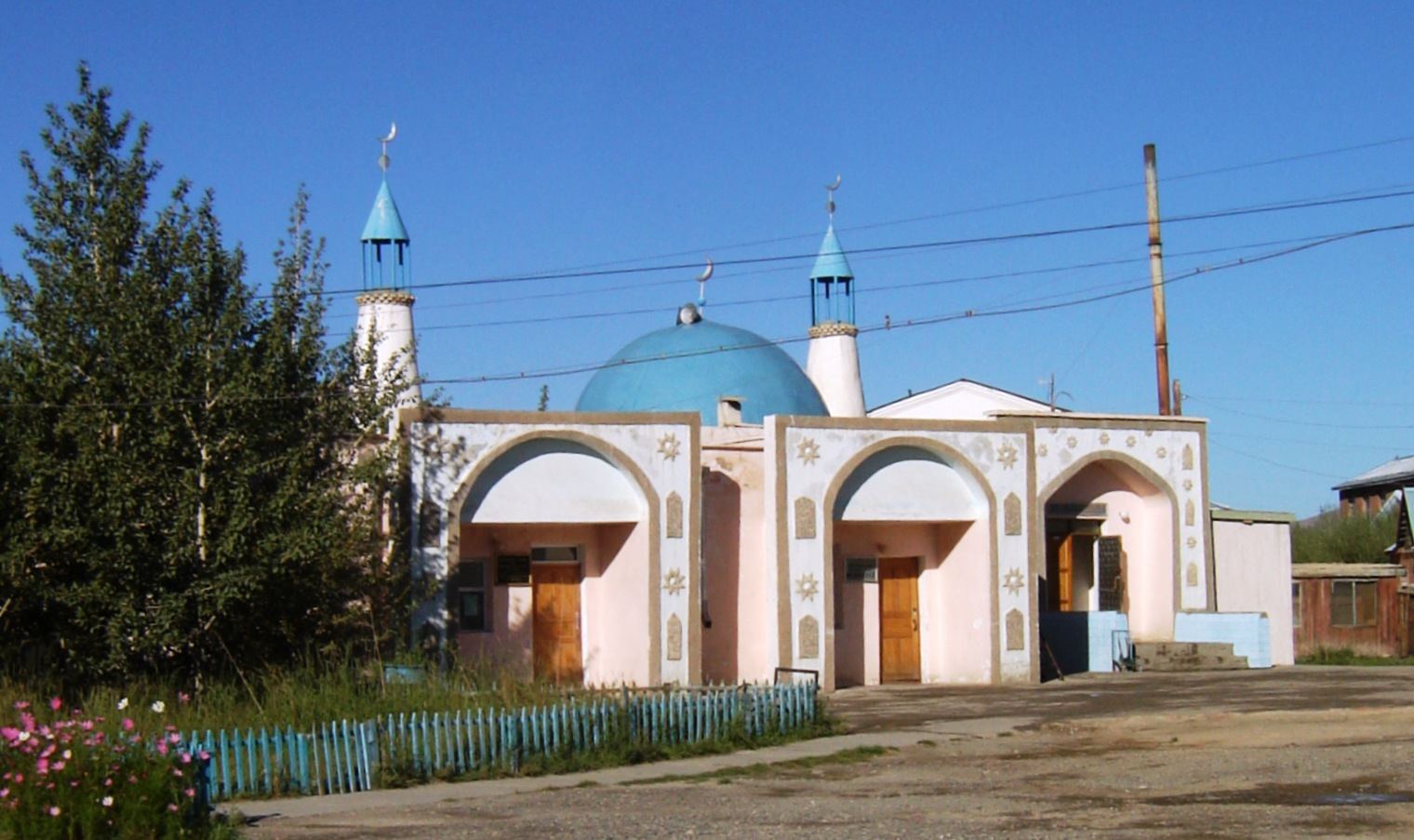
مسجد في مدينة أولجي